# راسپوگانچه
راسپوگانچه (به صربی: Raspoganče) یک منطقهٔ مسکونی در صربستان است که در سینیتسا واقع شده‌است. راسپوگانچه ۱۳۲ نفر جمعیت دارد.